# Fiat Weekend
Fiat Weekend (tidigare kallat Fiat Palio Weekend) var en personbil som tillverkas av Fiat. Det är en kombiversion av Fiat Palio.
Lanserades 1997, till en början hade 4 versioner (1,5 MPI, 1,6 16V MPI, Stile 1.6 16V MPI och Sport 1.6 16V MPI), men under årens lopp deras linje vann andra varianter såsom ELX, HLX, Attractive, Trekking och Adventure.
Modellen har haft fyra olika utföranden, och den fjärde restyling är utan tvekan den mest framgångsrika. Människor lockas av en balanserad design, inre utrymme och riklig pakethållare, liksom det praktiska, billiga underhåll och måttlig konsumtion för ett fordon av dess storlek.
I sin tidpunkten för lanseringen, hade en annan annons som snart fängslade tusentals människor och ledde till koncessions. Lockade av utmärkta funktioner, väl löst utformning och motorer 1,5 8V och 1,6 16V (ekonomi och prestanda, i syfte), blev snart den mest sålda modellen i sin klass, slå Volkswagen Parati. Under 2008 lanserade den 4:e restyling, bygger på samma plattform som modellen använder sedan 1997 (samma som Fiat Palio 1996), med framför identiska med Fiat Siena, super-ellipsoida strålkastare och bak med lyktor och konturer påminner om Fiat Chroma ström.